# Buhuberg
Der Buhuberg ist eine kegelstumpfförmige Erhebung am rechten Marchufer im Gebiet der Katastralgemeinde Waidendorf in der Marktgemeinde Dürnkrut im Bezirk Gänserndorf in Niederösterreich.

## Grabungen auf dem Plateau
Auf dem rund 160 × 90 Meter großen Plateau, das sich circa 30 Meter über die March erhebt, wurden in den Jahren 1981 bis 1983 archäologische Untersuchungen durchgeführt, durch die eine Besiedlung des Buhuberges durch Träger der Věteřov-Kultur in der frühen bis mittleren Bronzezeit nachgewiesen werden konnte. Die Ergebnisse dieser Forschungsarbeiten lieferten insbesondere Aufschluss über die Landwirtschaft und Jagdkultur der bronzezeitlichen Bewohner des Buhubergs.

## Funde
Von besonderem Interesse sind Knochenfunde des Wildkarpfens, die das natürliche Vorkommen dieses Fisches während prähistorischer Zeiten im Donauflusssystem belegen.